# حريق

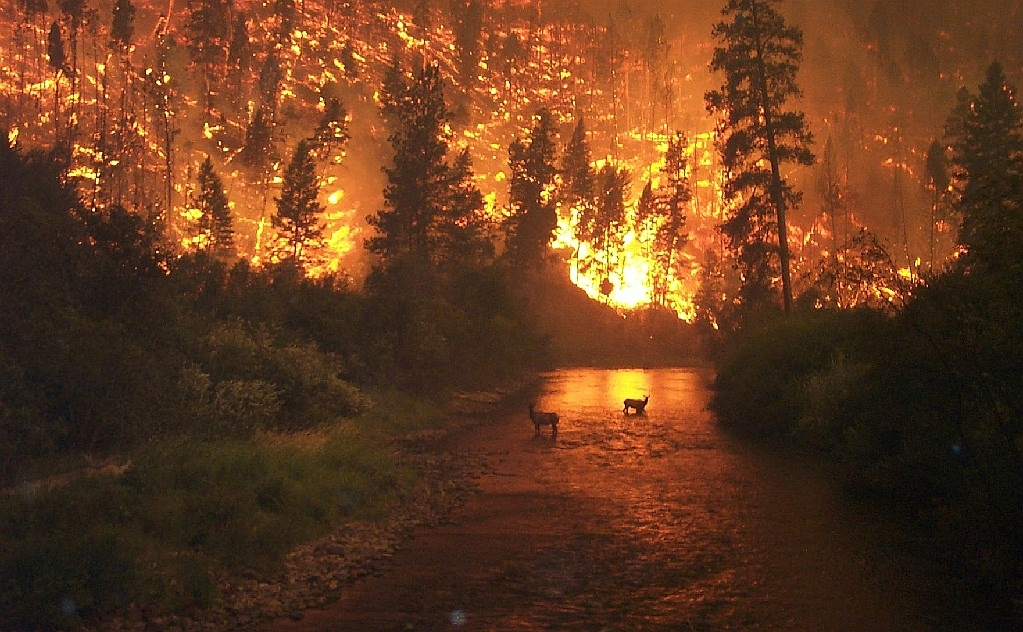
حريق غابات

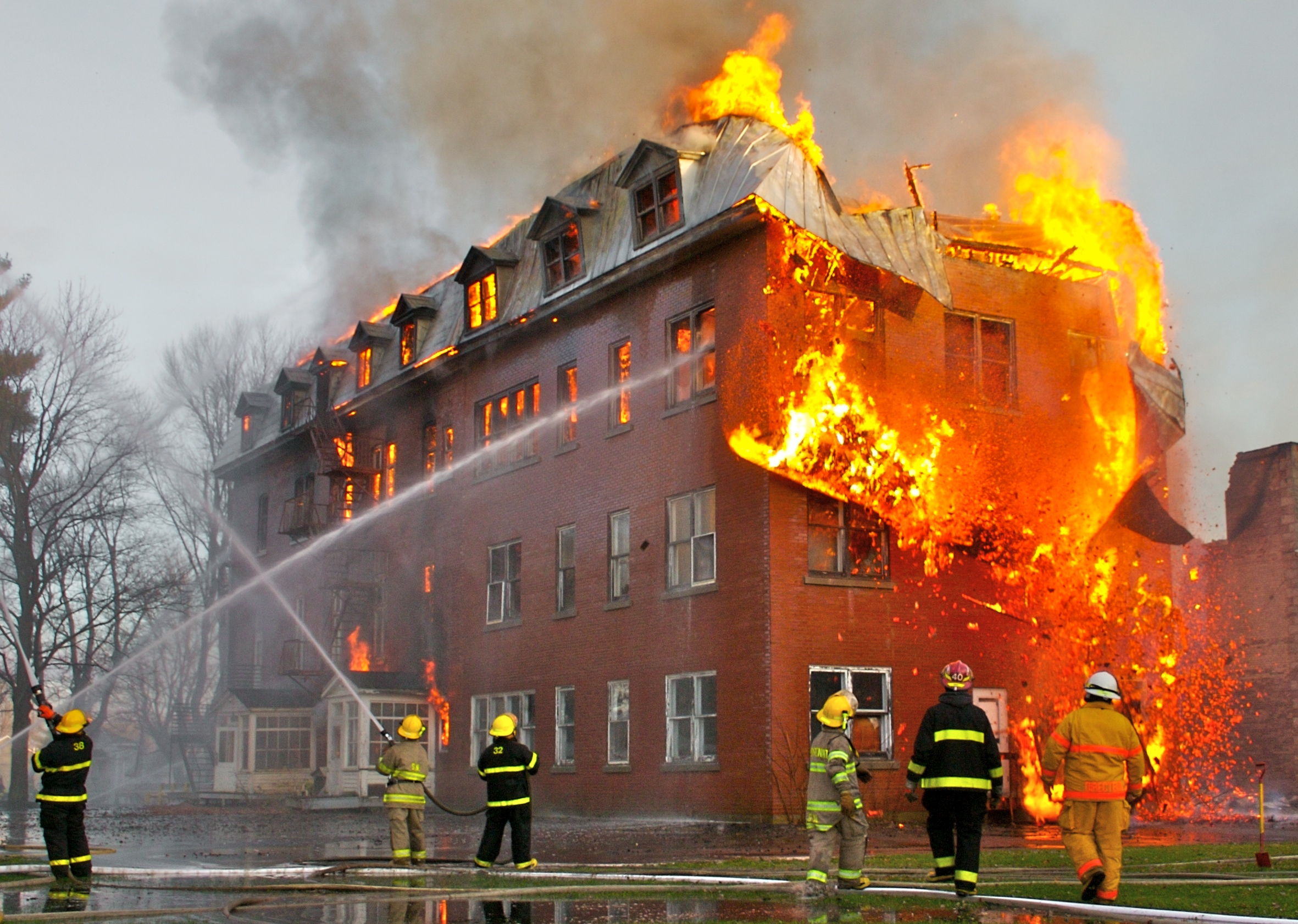
رجال إطفاء يكافحون حريقاً هائلاً

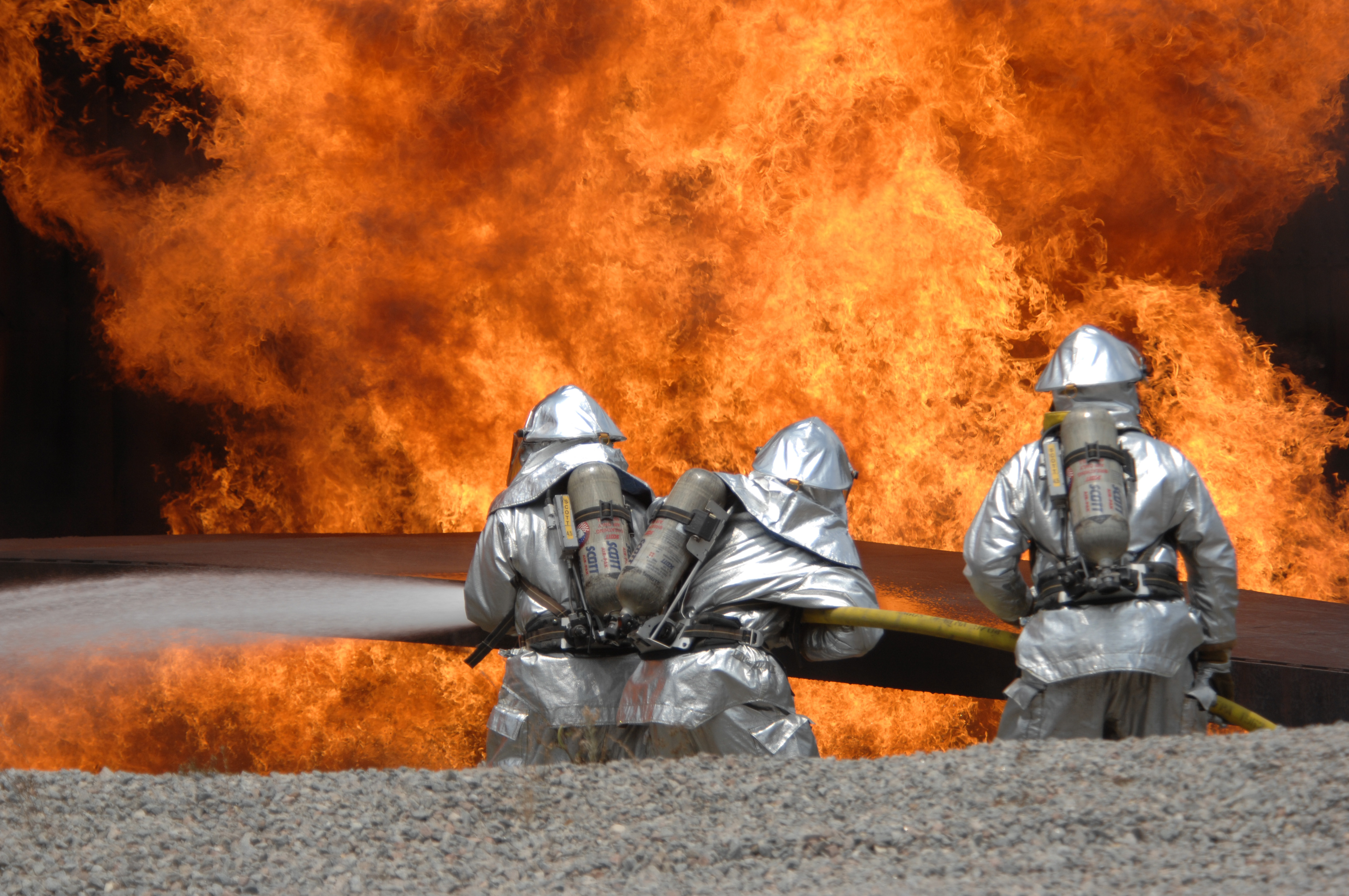
رجال القوات الجوية الأمريكية يطفئون حريقا أثناء تدريب ميداني.

الحريق هو نار كبيرة مدمرة تهدد حياة الأفراد، الحيوانات أو الممتلكات، قد يبدأ الحريق كحادث، مثال: حرائق الغابات وأسبابها طبيعية، وربما تنتج من حوادث متعمدة (إحراق الممتلكات) والتي قد تحمل دوافع التخريب، الإيذاء العمد، وربما هوس مَرضي بالموضوع، قد تتحول بعض الحرائق الكبيرة إلى عاصفة نارية، وفيها يتشكل عمود مركزي من الهواء المتصاعد والساخن والذي يعمل على توليد رياح قوية داخلية، تزيد من وصول الأكسجين إلى النار. يمكن أن تتسبب الحرائق في وقوع ضحايا، يشمل ذلك الوفيات أو إصابات الحروق وربما إصابات ناجمة عن انهيار المباني ومحاولات الهرب وأخرى من استنشاق الدخان.
تنتج من تفاعل كيميائي يحدث نتيجة أكسدة سريعة لبعض المواد مسبباً حرارة ولهب
الأكسجين O2+ الحرارة + الوقود + سلسلة التفاعل الكيميائي=
العناصر الأساسية لتكوين الحريق.
الحريق الذي نقصده هنا هو الاشتعال الناتج عن اتحاد المادة بالأكسجين وليس بغيره والذي تبنى نظريته على تجمع أربع عوامل هي المادة والحرارة والأكسجين وسلسلة التفاعل الكيميائي ويطلق على هذا التجمع هرم الحريق.
الوقود: وهو المادة المشتعلة مهما اختلف نوعها وطبيعتها ويأتي بثلاث أشكال وهي:-
- صلب: مثل الخشب، الورق، القماش…. إلخ.
- سائل وشبه سائل: مثل الشحوم بجميع أنواعها، الزيوت، البنزين، الكحول .…إلخ.
- غازي: مثل غاز البوتان، الإستلين، الميثان ...إلخ.

الحرارة: ونحصل عليها في الطبيعة على الأشكال الآتية:-
إشعاع حراري مثل شعاع الشمس، الشعاع الناتج من الحرائق والمدفئ الكهربائي.
الشعلة المكشوفة: الشمعة، الشرارة والقوس الكهربائي، والاحتكاك، والطاقة الكهربائية.
- انتقال الحرارة: وذلك عن طريق النقل وهو نقل الحرارة من مكان إلى آخر عن طريق السطح الموصل للحرارة وعن طريق الحمل وتتم عن طريق التيارات الهوائية الساخنة وعن طريق الشعاع مثل شعاع الشمس واللهب .

الأكسجين: هو غاز متواجد في الهواء وهو العامل المؤكسد في أغلب الحرائق وهو متشابه في جميع الأماكن وفي جميع الظروف سواء كان مضغوطا أو عاديا. يحتوي الهواء الجوي على نسبة 21% من لأكسجين وعلى 78% من النيتروجين و1% غازات أخرى. لتشتعل المادة يجب أن لا تقل نسبة الأكسجين في محيط الحريق عن 14%.
سلسلة التفاعل الكيميائي: وهو عبارة عن أكسدة المادة المشتعلة عند اتحاده مع الأكسجين عند درجة حرارة معينة

## مكافحة الحرائق
الإطفاء هي خدمة عامة تزودها الحكومات في معظم البلدان لإخماد الحرائق. حيث يقوم رجال إطفاء مدربون بالانتقال إلى مكان الحريق باستخدام سيارة الإطفاء المزودة بالماء والمعدات اللازمة لإخماد الحريق.
مقومات الحريق:
1-الحرارة.
2-المواد الكيميائية.
3-أكسجين.
4-مواد نفطية.
حتى تطفئ الحريق لابد من وجود طفاية فإذا لم توجد فعلى الشخص أن يحاول أن يزيل أحد مقومات الحريق السابقة.
تسمى عملية عزل الحريق عن الأكسجين عملية (خنق)
تسمى عملية إزالة المواد النفطية والكيميائية عملية(تجويع)
تسمى عملية إزالة الحرارة عملية (تبريد)

## أنواع الحريق
وهي أربعة أنواع: حرائق المواد الصلبة القابلة للاشتعال ومن أمثلتها:الخشب والكتب والملابس
أ- مادة الإطفاء: الماء أو مادة كيميائية جافة لإطفاء حرائق الفئة (A,B,C)أو مواد هالوجينية.
ب- حرائق السوائل والغازات القابلة للاشتعال ومن أمثلتها:البنزين والزيت والأصباغ وغاز الـ LPG وغيرها
مادة الإطفاء:مواد كيميائية جافة وثاني أكسيد الكربون والرغوة.
ج- حرائق الأجهزة الكهربائية (أثناء اشتغالها أو تلك الأجهزة التي تحتوي بداخلها على طاقة مخزونة) ومن أمثلتها :الأجهزة الكهربائية والتوصيلات
مادة الإطفاء: ثاني أوكسيد الكربون وطفايات المواد الكيميائية الجافة وغاز ال FM200.
د- حرائق المعادن القابلة للاحتراق ومن أمثلتها:الصوديوم والبوتاسيوم والمغنيزيوم
مادة الإطفاء: مسحوق خاص أو رمل جاف
فقط، وإذا كان الحريق ينتج من تلفاز أو أي شيء كهربائي لا يجب استعمال الماء لإطفاء الحريق وإنما استعمال مادة الإطفاء(ثاني اوكسيد الكربون)

## أسباب نشوب الحرائق
تنقسم أسباب اندلاع الحرائق إلى أسباب بشرية وطبيعية وفقاً لما يلي:

### الأسباب البشرية
- الجهل: سوء استعمال النار.
- اللامبالاة والإهمال:إلقاء عود الثقاب المشتعل أو عقب السيجارة على جسم قابل للاشتعال.
- السهو: كنسيان فرن الغاز وما عليه مشتعلا.
- الحوادث :
- حوادث السيارات أو الطائرات.
- الحرائق الناتجة عن الحروب.
- التخزين السيئ والخطر للمواد القابلة للاشتعال أو الانفجار.
- تشبع مكان العمل بالأبخرة والغازات القابلة للاشتعال.
- حدوث شرر أو ارتفاع غير عادي في درجة الحرارة نتيجة الاحتكاك في الأجزاء الميكانيكية.
- الاعطال الكهربائية أو وجود مواد سهلة الاشتعال بالقرب من أجهزة كهربائية تستخدم لأغراض التسخين.
- العبث وإشعال النار بالقرب من الأماكن الخطرة بحسن النية أو رمي بقايا السجائر.
- ترك المهملات والفضلات القابلة للاشتعال بمنطقة التصنيع والتي تشتعل ذاتياً بوجود الحرارة.
- وجود النفايات السائلة والزيوت القابلة للاشتعال في مكان العمل.

### الأسباب الطبيعية
- الصواعق والزلازل.
- ارتفاع حرارة الجو.

## الطفايات المستخدمة
طفاية مائية تستخدم لنوع -أ
طفاية مسحوق جاف الرغوة تستخدم لنوع - ب
طفاية المسحوق الجاف وثاني أكسيد الكربون تستخدم لنوع -ج
طفاية المسحوق الجاف تستخدم لنوع -د
بنسبة لحرائق المطابخ تضم لنوع -ب

## ارشادات استعمال الطفاية
قف على بعد 6-8 أقدام عن الحريق واتبع الاربع خطوات التالية
1- اسحب مسمار الأمان أو الخرطوم : هذا يعمل على فك رافعة التشغيل ويمكنك من تفريغ مادة الإطفاء. بعض الطفايات لها وسائل أخرى تمنع من التشغيل العارض.
2- وجه نحو الأسفل : وجه فوهة المطفأة نحو الأسفل أو نحو قاعدة الحريق، كن حذرا حتى لا تنغمس في السائل أثناء إخماد حرائق الوقود السائل.
3- اضغط المقبض : هذا يعمل على تفريغ مادة الإطفاء وعند ترك المقبض تتوقف عملية التفريغ.
4- حرك الخرطوم من جانب إلى آخر : توخ الحذر وأنت تتحرك باتجاه الحريق وصوب المطفأة تجاه قاعدة الحريق وحرك الخرطوم من جانب إلى آخر حتى يخمد الحريق.